# Marina (ime)
Marina je žensko osebno ime.

## Izvor imena
Ime Marina izhaja iz latinskega imena Marina. Moška oblika latinskega imena je Marinus, ki ga razlagajo iz latinske besede marinus v pomenu »morski«. Marina ima torej nekdanji pomen »morska« in je tako sorodna grškemu imenu Pelagija. Lahko pa je ime Marina tudi različica imena Marija.

## Različice imena
Ina, Lina, Mara, Marinela, Marinka, Rina ...

## Tujejezikovne različice imena
- pri Poljakih: Maryna
- pri Rusih, Bolgarih: Марина (Marina)
- pri Čehih, Švedih, Romunih, Italijanih: Marina

## Pogostost imena
Po podatkih Statističnega urada Republike Slovenije je bilo na dan 31. decembra 2007 v Sloveniji število ženskih oseb z imenom Marina: 1.716. Med vsemi ženskimi imeni pa je ime Marina po pogostosti uporabe uvrščeno na 140. mesto.

## Osebni praznik
V koledarju je ime Marina zapisano 17. julija (Marina, sirska mučenka, † 17. jul. v 3. stoletju).